# Michael Biehn
Michael Connell Biehn (ur. 31 lipca 1956 w Anniston) – amerykański aktor, producent filmowy i reżyser, najbardziej znany z występów w filmach: Terminator, Obcy – decydujące starcie i Otchłań.

## Życiorys

### Wczesne lata
Urodził się w Anniston w stanie Alabama jako jedno z czworga dzieci Marcii Connell i prawnika Dona Biehna. Jego rodzina miała korzenie niemieckie, angielskie, irlandzkie, szkockie, czeskie i walijskie. Dorastał wraz z siostrą Brooks Ann i braćmi – Jonathonem i Stevenem – w Lincoln w stanie Nebraska. W 1970 wraz z rodziną przeniósł się do Lake Havasu w stanie Arizona, gdzie w szkole średniej Lake Havasu High School brał udział w pracy lokalnego teatru. Pozwoliło mu to zdobyć stypendium na studia teatralne na University of Arizona w Tucson. Był członkiem zespołu teatralnego grającego w czasie letnich objazdów w większych i mniejszych miastach. Przeniósł się do Hollywood, gdzie występował w reklamach, dorabiał jako model i uczęszczał na kursy aktorskie.

### Kariera
Mając 21 lat, pojawił się po raz pierwszy na małym ekranie w telewizyjnym komediodramacie NBC Jakub przy 15 (James at 15, 1977) z Kate Jackson i serialu fantastycznonaukowym CBS Ucieczka Logana (Logan's Run, 1977). Rok później zadebiutował w kinowej komedii sportowej Trener (Coach, 1978) jako uczeń zakochany w szkolnej trenerce i legendarnym musicalu Grease (1978) z Johnem Travoltą i Olivią Newton-John jako Mike, szkolny atleta. Zapadł w pamięci telewidzów w rola psychiatry  Marka Johnsona w serialu NBC Operacja ucieczka (The Runaways, 1978-1979).
Dużą reklamą otoczona została jego kreacja psychopatycznego wielbiciela aktorki, próbującego ją zamordować w dramacie Fan (The Fan, 1981) z Lauren Bacall. Wcielił się w postać Kyle Reese’a, przybysza z przyszłości, żołnierza, który ma uratować jego matkę Sarah Connor przez robotem-zabójcą Terminatorem, w fantastycznonaukowym filmie sensacyjnym Jamesa Camerona Terminator (The Terminator, 1984). Wystąpił jeszcze w trzech produkcjach sci-fi Camerona: Obcy – decydujące starcie (Aliens, 1986), w nominowanej do nagrody Saturna roli kaprala Dwayne’a Hicksa w Otchłań (The Abyss, 1989) jako porucznik Coffer, i sequelu Terminator 2: Dzień sądu (Terminator 2: Judgment Day, 1991).
Zagrał Świętego Sebastiana w telewizyjnym dramacie muzycznym WDR Męczeństwo św. Sebastiana (Das Martyrium des heiligen Sebastian, 1984) z Nicholasem Clayem i Franco Citti. Wystąpił jako oficer policji Randall Buttman w trzech odcinkach serialu Posterunek przy Hill Street (1984). W następnych latach przyjmował mało znaczące role w filmach hollywoodzkich – Szaleństwo (Rampage, 1987), Siódmy znak (The Seventh Sign, 1988) z Demi Moore, Komando FOKI (Navy SEALs, 1990), K2 (1992), Jade (1995) Williama Friedkina czy Twierdza (Rock, 1996). W westernie Tombstone (1993) został obsadzony w roli czarnego charakteru Johnny’ego Ringo, który pojedynkuje się z legendarnym Dockiem Holidayem (Val Kilmer). Był brany pod uwagę do roli Caledona Hockleya w Titanicu (1997), którą ostatecznie dostał Billy Zane.
Biehn pracował przy dubbingu do gier komputerowych: Command & Conquer: Tiberian Sun (1999), Aliens: Colonial Marines (2013) i Far Cry 3: Blood Dragon (2013). Wystąpił w serialach: Siedmiu wspaniałych (1988-2000) jako Chris Larabee, Adventure Inc. (2002-03) jako Judson Cross czy Hawaii (2004) jako detektyw Sean Harrison. Robert Rodriguez obsadził go w roli szeryfa w Grindhouse: Planet Terror (2007).

### Życie prywatne
11 lipca 1980 roku poślubił Carlene Olson, z którą wychował dwóch synów-bliźniaków – Devona i Taylora (ur. 1983). 14 lipca 1987 doszło do rozwodu. 1 stycznia 1988 ożenił się ponownie z Giną Marsh, z którą wychowywał dwóch synów: Caelana Michaela (ur. 11 kwietnia 1992) i Alexandra (ur. 19 marca 2003). W 2008 zostali w separacji. W 2009 związał się z aktorką Jennifer Blanc, z którą ma syna Dashiella Kinga (ur. 21 marca 2015).

## Filmografia

### Filmy fabularne
- 1978: Grease jako koszykarz Mike
- 1978: Trener (Coach) jako Jack Ripley
- 1978: A Fire in the Sky (TV) jako Tom Reardon
- 1980: Hog Wild jako Tim Warner
- 1981: Wielbiciel (The Fan) jako Douglas Breen (fan)
- 1983: Bogowie dyscypliny (The Lords of Discipline) jako Kadet podpułkownik John Alexander
- 1984: Terminator (The Terminator) jako Kyle Reese
- 1984: Święty Sebastian (The Martyrdom of Saint Sebastian, TV) jako Sebastian
- 1985: Śmiertelne zamiary (Deadly Intentions, TV) jako dr Charles Rayner
- 1986: Obcy – decydujące starcie (Aliens) jako kapral Dwayne Hicks
- 1987: Szaleństwo (Rampage) jako Anthony Fraser
- 1988: Siódmy znak (The Seventh Sign) jako Russell Quinn
- 1988: In a Shallow Grave jako Garnet Montrose
- 1989: Otchłań (The Abyss) jako por. Hiram Coffey
- 1990: Komando FOKI (Navy SEALs) jako Curran
- 1991: Bomba zegarowa (Timebomb) jako Eddie Kaye
- 1991: Terminator 2: Dzień sądu (Terminator 2: Judgment Day) jako Kyle Reese (wersja rozszerzona)
- 1992: K2 jako Taylor Brooks
- 1992: A Taste for Killing jako Bo Landry
- 1993: Tombstone jako Johnny Ringo
- 1994: Głęboka czerwień (Deep Red, TV) jako Joe Keyes
- 1995: In the Kingdom of the Blind jako Jackie Ryan
- 1995: Jade jako Bob Hargrove
- 1995: Krew myśliwego (Blood of the Hunter, TV) jako Blake
- 1995: Breach of Trust jako Casey Woods
- 1996: Twierdza (Rock) jako komandor Charles Anderson
- 1996: Podwójne dno (Frame by Frame, TV) jako detektyw Stash Horvak
- 1996: Mojave Moon jako Boyd
- 1997: Asteroida jako dyrektor Jack Wallach
- 1997: The Ride jako Smokey Banks
- 1998: Amerykańskie smoki (American Dragons) jako
- 1998: Srebrny wilk (Silver Wolf, TV) jako Roy McLean
- 1998: Plan Zuzanny (Susan's Plan) jako Bill
- 2000: Zasady walki (The Art of War) jako Robert Bly
- 2000: Chain of Command jako agent Craig Thornton
- 2000: Krew niewinnych (Cherry Falls) jako szeryf Brent Marken
- 2001: Megiddo: The Omega Code 2 (Megiddo: The Omega Code 2) jako prezydent David Alexander
- 2002: Zatrzymani w czasie (Clockstoppers) jako Henry Gates
- 2005: Komando smoka (Dragon Squad) jako Petros Davinci
- 2006: Mroczna fascynacja (The Insatiable) jako Strickland
- 2007: Grindhouse – Planet Terror/Thanksgiving jako szeryf Hague
- 2008: Bezlitosna (Stiletto) jako Lee
- 2009: Ocalić Grace (Saving Grace) jako Landy Bretthorse
- 2009: Streets of Blood jako agent Michael Brown/handlarz narkotyków
- 2010: Szalona noc (Take Me Home Tonight) jako Bill Franklin
- 2010: The Blood Bond jako John Tremayne (także reżyseria)
- 2011: Wkłucie (Puncture) jako Red
- 2011: Bunkier (The Divide) jako Mickey
- 2012: Dziewczyna z sushi (Sushi Girl) jako Mike
- 2012: Among Friends jako on sam
- 2014: The Legend of DarkHorse County jako Jon Ford
- 2014: Smak zemsty (Tapped Out) jako Reggie
- 2014: The Dark Forest jako Peter
- 2014: Hidden in the Woods jako Oscar Crocker
- 2015: Król Skorpion 4: Utracony tron (The Scorpion King 4: Quest for Power) jako król Yannick
- 2016: Psychopath jako Ojciec
- 2016: She Rises jako Długonogi tata
- 2016: The Night Visitor 2: Heather's Story jako agent Walker
- 2017: Żołnierz doskonały (The Shadow Effect) jako szeryf Hodge
- 2019: Red Handed jako Reynolds
- 2020: Killer Weekend jako doktor Carol

### Seriale TV
- 1977: Jakub przy 15 (James at 15) jako Tony
- 1977: Ucieczka Logana (Logan's Run) jako Sandman
- 1978-1979: Operacja ucieczka (The Runaways) jako Mark Johnson
- 1984: Posterunek przy Hill Street (Hill Street Blues) jako oficer Randall Buttman
- 1995: Aventures dans le Grand Nord jako Blake / Philip Thornton
- 1998-2000: Siedmiu wspaniałych (The Magnificent Seven) jako Chris Larabee
- 2002-2003: Amatorzy przygód' (Adventure Inc.) jako Judson Cross
- 2004: Hawaje (Hawaii) jako Sean Harrison
- 2009: Zabójcze umysły (Criminal Minds) jako detektyw Ron Fullwood
- 2014: Métal Hurlant Chronicles Metal jako szeryf Jones
- 2014: 24 Hour Rental jako Buzz
- 2019: Godzina policyjna (Curfew) jako Roadkill Jim
- 2020: The Mandalorian jako Lang

### Gry komputerowe
- 1999: Command & Conquer: Tiberian Sun jako komandor Michael McNeil
- 2013: Far Cry 3: Blood Dragon (Far Cry 3: Blood Dragon) jako sierżant Rex Power Colt
- 2013: Aliens: Colonial Marines jako kapral Dwayne Hicks